# Lucian Krasznec

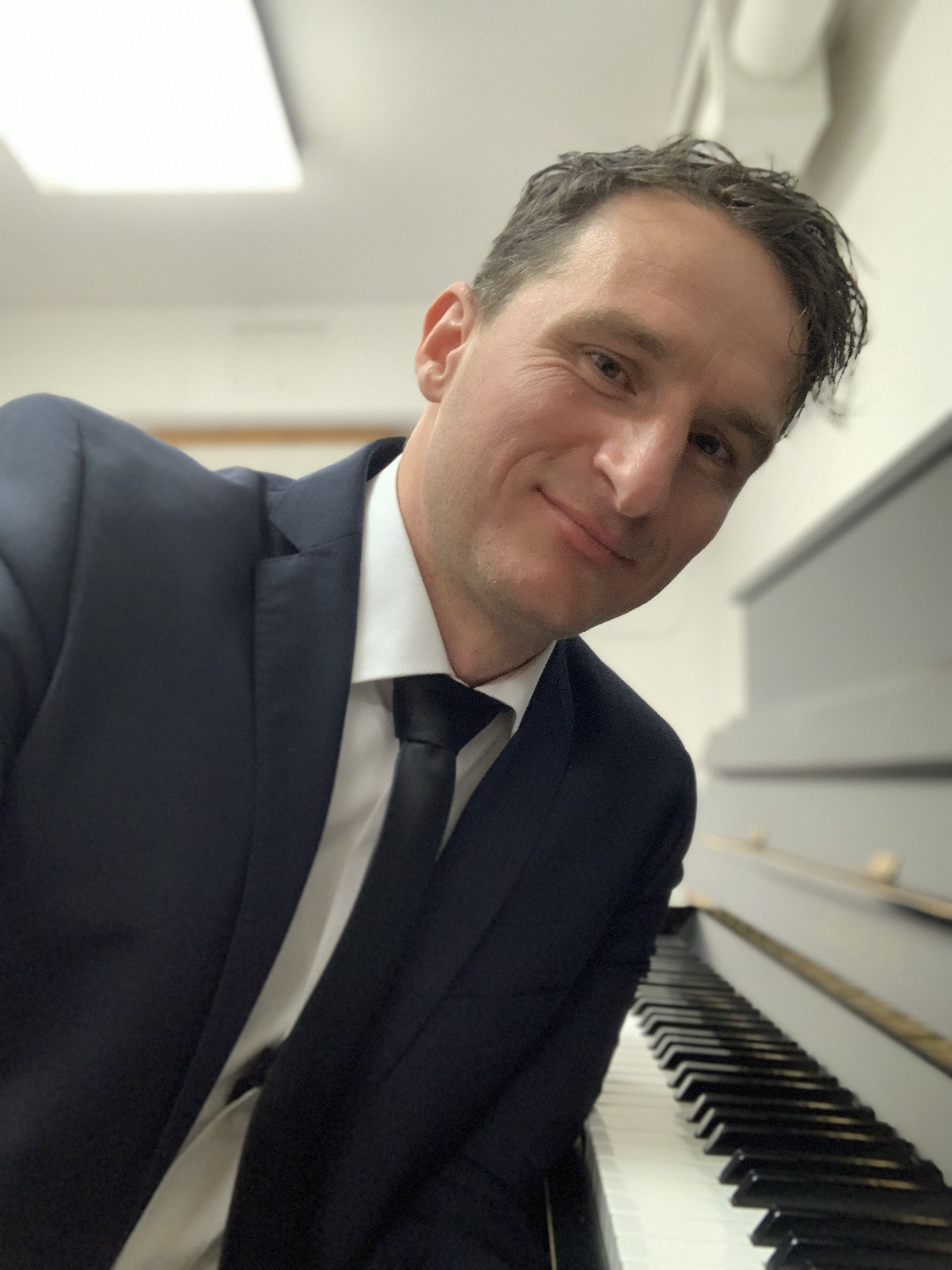
Lucian Krasznec

Lucian Krasznec (* 19. Dezember 1981 in Reschitz, Banat) ist ein deutsch-rumänischer Opernsänger (Solist) in der Stimmlage Tenor. 2021 wurde ihm der Titel eines Bayerischen Kammersängers vom bayerischen Freistaat verliehen.

## Werdegang
Krasznec wurde im rumänischen Banat geboren. Er absolvierte ein Gesangsstudium bei Cheryl Studer an der Hochschule für Musik in Würzburg, ergänzt durch Lied- und Meisterkurse bei Christian Elsner, Peter Frank, Gerold Huber, Ruth Ziesak und Anna Reynolds. Er war 2006 Stipendiat der Internationalen Richard Wagner Gesellschaft sowie von Rotary International und 2007 Preisträger des Armin-Knab-Liedwettbewerbs in Würzburg. 2008 erhielt er den Franz-Völker-Preis der Stadt Neu-Isenburg und ein Stipendium der Richard Strauss-Gesellschaft München.
Seinem Bühnendebüt im Rahmen des Würzburger Mozartfests (Tamino in Die Zauberflöte) und Gastspielen in Coburg und Freiburg folgte das erste Festengagement am Staatstheater Darmstadt. Von dort wechselte der junge Tenor 2011 an das Theater Dortmund, wo er sich in den folgenden fünf Spielzeiten Partien des lyrischen Tenorfachs erarbeitete: Ferrando (Così fan tutte), Belmonte (Die Entführung aus dem Serail), Don Ottavio (Don Giovanni), Walther von der Vogelweide (Tannhäuser), Italienischer Sänger (Der Rosenkavalier), Nemorino (L’elisir d’amore), Alfredo (La Traviata) sowie die Titelpartie in Gounod’s Faust.
Auch Partien in Operetten zählten  in Dortmund zu seinem Repertoire: René in Der Graf von Luxemburg und Gjurka Karoly in Roxy und ihr Wunderteam. 2010 debütierte er mit der Titelpartie in Der Zarewitsch bei den Seefestspielen in Mörbisch; dort folgte 2011 die Titelpartie in Der Zigeunerbaron. In Der Bettelstudent debütierte er 2016 an der Wiener Volksoper, wo er 2018 einer weiteren Premierenverpflichtung nachkam: Edwin in Die Csárdásfürstin. Operngastspiele führten ihn danach – vorzugsweise mit Mozarts Die Zauberflöte – an die Oper Frankfurt und zu den Salzburger Festspielen sowie zu den Bregenzer Festspielen.
Seit Saisonbeginn 2016 gehört Lucian Krasznec dem Ensemble des Staatstheaters am Gärtnerplatz in München an, wo er vorrangig mit Opernpartien beschäftigt ist. Neben seinen Mozartrollen sang er in München auch erstmals Nadir in Les pêcheurs de perles, Lyonel in Martha, Baron Kronthal in Der Wildschütz und Leicester in Maria Stuarda. 2019 folgte in München sein erster Rodolfo in La bohème, 2020 der Duca in Rigoletto, Lenksy in Eugen Onegin und Lord Percy in Anna Bollena, 2023 Alfred in Die Fledermaus, Werther in Werther, 2024 Tamino in Die Zauberflöte.
Im Jahr 2020 war Krasznec für den Titel „Sänger des Jahres“ in der Fachzeitschrift Opernwelt nominiert.
2021 wurde Krasznec zum „Bayerischen Kammersänger“ ernannt und debütierte im selben Jahr an der Opera National de Paris.
Die Eröffnungspremiere von Die Dubarry 2022 an der Volksoper Wien sang  Krasznec als der Maler René Lavalery. 2023 trat er in der Titelrolle des Werther 2023 am Gärtnerplatztheater München auf.
Konzertengagements führten ihn in die Philharmonie Köln, die Beethovenhalle Bonn, die Philharmonie Essen, das Wiener Konzerthaus, die Tonhalle Düsseldorf und in das Konzerthaus Dortmund. Er sang im Rahmen dieser Verpflichtungen mit  dem Beethoven-Orchester Bonn, der Deutschen Staatsphilharmonie Rheinland-Pfalz, den Düsseldorfer Symphonikern und dem Symphonieorchester Vorarlberg.

## Aufnahmen (Auswahl)
- 2012 Salzburger Festspiele: Die Zauberflöte (Wolfgang A. Mozart); Concentus Musicus Wien/Konzertvereinigung Wiener Staatsopernchor (Nikolaus Harnoncourt, Musikalische Leitung; Jens-Daniel Herzog, Regie; Ernst Raffelsberger, Choreinstudierung)
- Richard Strauss-Complete Works for voice and piano – Anja-Nina Bahrmann, Juliane Banse, Michelle Breedt, Jeongkon Choi, Markus Eiche, Christian Elsner, Brigitte Fassbaender, Brenden Gunnell, Lucian Krasznec, Christiane Libor, Andreas Mattersberger, Martin Mitterrutzner, Anke Vondung, Manuel Walser (vocalists) & Christoph Berner, Burkhard Kehring
- Der Zigeunerbaron (Johann Strauss II); Daniel Serafin, Harald Serafin, Lucian Krasznec, Evelin Novak, Monika Bohinec, Mörbisch Festival Orchestra, Manfred Mayrhofer; DVD
- Die Csárdásfürstin, Volksoper Wien, 2018; Inszenierung: Peter Lund, Bühnenbild: Ulrike Reinhard, Kostüme: Daria Kornysheva, Choreografie: Andrea Heil, Orchester: Volksopernorchester[2]

## Auszeichnungen
- Franz-Völker-Preis
- Armin-Knab-Preis
- Bayerischer Kammersänger
- Kulturpreis Bajazzo